# Kanton Graulhet
Kanton Graulhet is een kanton van het Franse departement Tarn. Kanton Graulhet maakt deel uit van het arrondissement Castres en telde 17.509 inwoners in 2020.

## Gemeenten
Het kanton Graulhet omvat de volgende gemeenten:
- Briatexte
- Busque
- Graulhet (hoofdplaats)
- Missècle
- Moulayrès
- Puybegon
- Saint-Gauzens

Bij de herindeling van de kantons in 2014-2015 werd het kanton niet gewijzigd.